# Takashi Kondo
Takashi Kondo (født 26. april 1992) er en japansk fodboldspiller, som spiller for den japanske fodboldklub Ehime FC.